# 備前瀬戸郵便局
備前瀬戸郵便局（びぜんせとゆうびんきょく）は、岡山県岡山市東区にある郵便局。民営化前の分類では集配普通郵便局であった。

## 概要
住所：〒709-0899 岡山県岡山市東区瀬戸町瀬戸409-1

## 沿革
- 1874年（明治7年）12月6日 - 下村（しもむら）郵便取扱所として開設[1]。
- 1875年（明治8年）1月1日 - 下村郵便局（五等）となる。
- 1885年（明治18年）12月1日 - 貯金取扱を開始。
- 1891年（明治24年）2月21日 - 為替取扱を開始。
- 1910年（明治43年）5月26日 - 瀬戸郵便局に改称。
- 1966年（昭和41年）2月27日 - 電話交換事務および和文電報配達事務を瀬戸電報電話局に移管[2]。
- 1967年（昭和42年）3月27日 - 備前瀬戸郵便局に改称。同日、特定郵便局から普通郵便局に局種別改定するとともに、万富郵便局から集配業務を移管。
- 1981年（昭和56年）3月16日 - 赤磐郡瀬戸町下から、同町瀬戸に局舎を新築、移転。
- 1999年（平成11年） - 外国通貨の両替および旅行小切手の売買に関する業務取扱を開始。
- 2006年（平成18年）9月11日 - 赤坂郵便局（〒701-2299→〒701-2222）、熊山郵便局（〒709-0799→〒709-0705）から集配業務を移管[3]。
- 2007年（平成19年）10月1日 - 民営化に伴い、併設された郵便事業備前瀬戸支店に一部業務を移管。
- 2012年（平成24年）10月1日 - 日本郵便株式会社の発足に伴い、郵便事業備前瀬戸支店を備前瀬戸郵便局に統合。

## 取扱内容
- 郵便、印紙、ゆうパック、内容証明
- 貯金、為替、振替、振込、国際送金、国債、投資信託
- 生命保険、バイク自賠責保険、自動車保険
- ゆうちょ銀行ATM
- 岡山市東区内の一部地域（瀬戸、上道地域）、赤磐市内の一部地域（山陽、赤坂、熊山地域）の集配業務
  - 該当する郵便番号は709-08xx、709-06xx、701-22xx、709-07xx
- ゆうゆう窓口

## 周辺
- 岡山市東区役所瀬戸支所
- 瀬戸税務署
- 岡山県立瀬戸高等学校
- 岡山県赤磐警察署

## アクセス
- JR山陽本線 瀬戸駅から徒歩約7分
- 宇野バス 瀬戸郵便局前停留所下車
- 山陽自動車道 山陽ICから南東へ約1.5km
- 駐車場あり：22台